# فيليب في. سانشيز
فيليب في. سانشيز (بالإنجليزية: Phillip V. Sanchez)‏ هو دبلوماسي أمريكي، ولد في 28 يوليو 1929 في Pinedale, California ‏ في الولايات المتحدة، وتوفي في 16 أكتوبر 2017 في فريسنو في الولايات المتحدة.